# Pouponnière

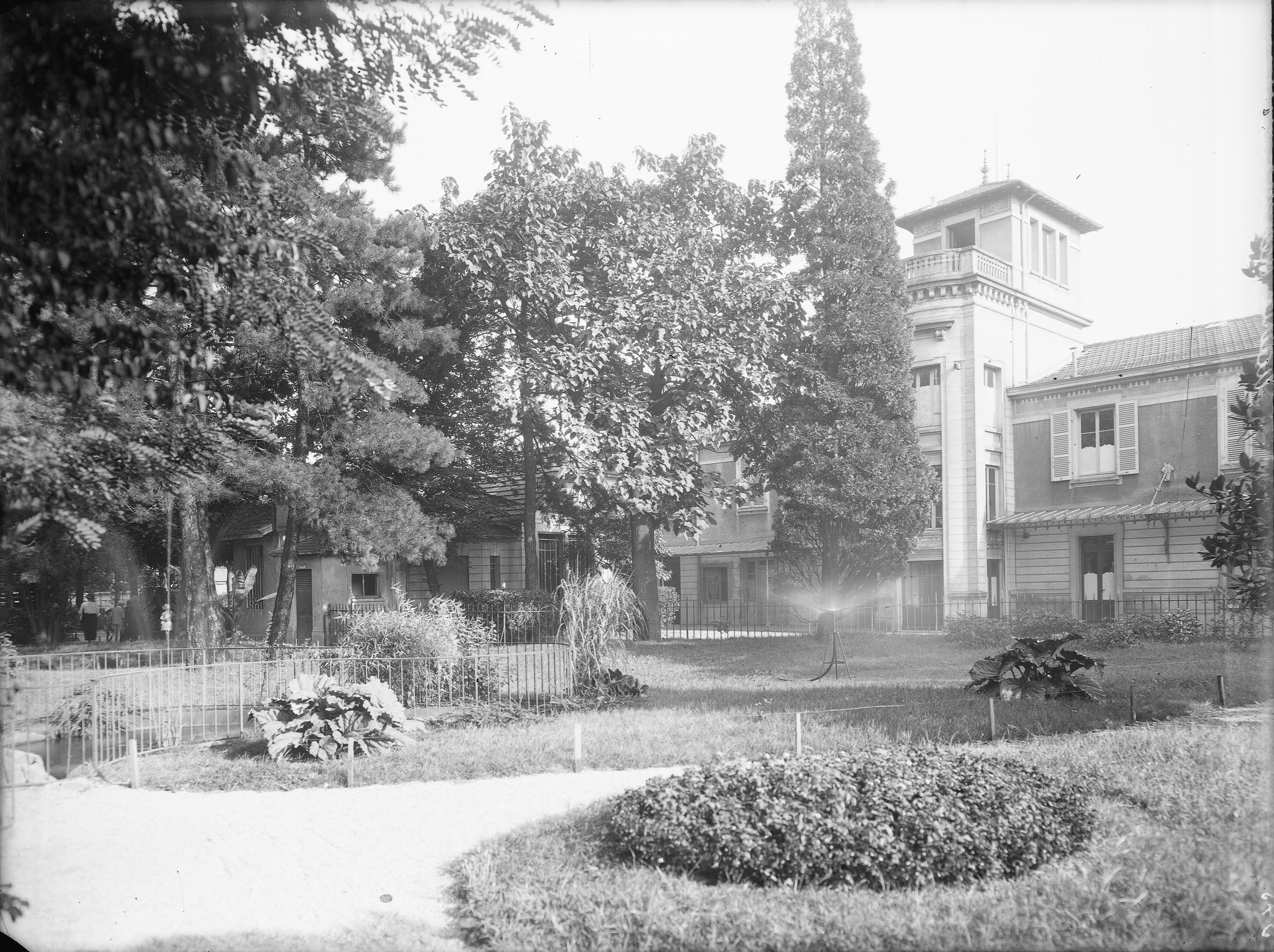
La pouponnière municipale de Villeurbanne en 1936.

Une pouponnière est un établissement d'accueil pour enfants en bas âge (0-3 ans). Ce terme est utilisé pour désigner des structures d'hébergement, par opposition à l'accueil de jour offert par les crèches ou les garderies.
En France et dans d'autres pays européens (dont certains cantons suisses et en Belgique), les pouponnières sont des établissements publics ou privés à caractère social ou sanitaire hébergeant des enfants dans le cadre de la protection de l'enfance. À contrario, au Québec, c'est le mot « crèche » qui fut longtemps utilisé pour désigner ce type d'établissement et les orphelinats,.

## Définition
Selon le site du dictionnaire Larousse, les pouponnières sont des « établissements publics hébergeant jour et nuit des enfants de 0 à 3 ans, qui ne peuvent rester au sein de leur famille, ni bénéficier d'un placement familial surveillé ».
Pour sa part, le site du CNTRL utilise la même définition, en précisant l'origine de cette appellation, proposée en 1973 par le Pr Jean-Charles Sournia, spécialiste en médecine sociale et qui fut directeur général de la santé, durant le premier ministère de Simone Veil.

## Historique

### Dans l'Empire Byzantin
Durant l'époque byzantine, le bréphotropheion — en grec byzantin βρεφοτροφείον — est, dans le territoire de l'Empire, un orphelinat spécialisé dans l'accueil des nourrissons (brephos). Ce type d'établissement préfigure donc ce que seront les pouponnières dans le sens actuel du terme.

### En France

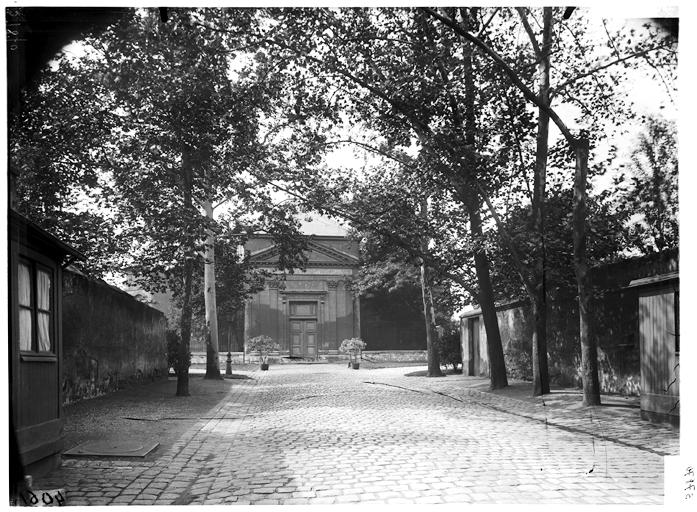
L'hospice des Enfants-Trouvés (devenu Hôpital Trousseau) en 1900

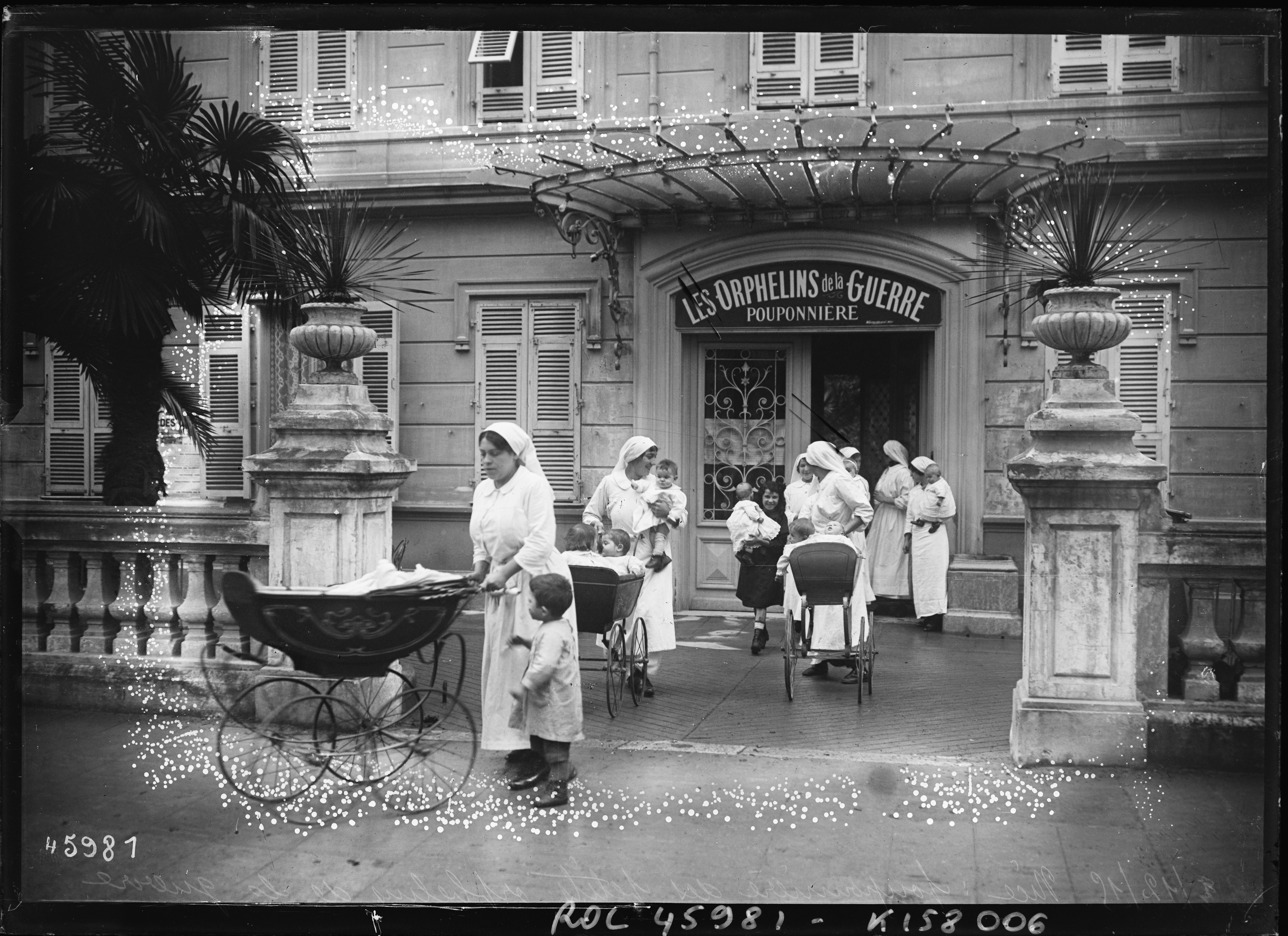
Pouponnière des orphelins de Guerre de Nice en 1915

Jusqu'au XVIIe siècle, il existe des institutions prenant en charge les orphelins. En 1363, est fondé l'hôpital du Saint-Esprit-en-Grève et, sous François Ier, l'hospice des Enfants-Rouges. En 1545, l'hôpital de la Trinité est affecté aux orphelins.
En 1633, Vincent de Paul fonde l'Ordre des Filles de la Charité qui deviendra l'Hôpital des Enfants-Trouvés. D'importants dons financiers charitables, provenant de la haute société permettent financer l'institution. Les enfants sont confiés aux sœurs de la Charité. En 1645, un groupe de treize maisons situé dans le champ Saint-Laurent est acheté pour y loger les nouveau-nés. En 1690, l'hôpital des Enfants-Trouvés fusionne avec l'hôpital des Enfants-Rouges.
Durant la Première Guerre mondiale et cela dès le début du conflit, l'association des orphelins de guerre, « recueille immédiatement, sans formalités, quels que soient leur nombre et leur âge, sur tous les points du territoire, tous les enfants dont les pères sont tombés au champ d’honneur et les élève à ses frais, dans ses colonies, jusqu’à leur majorité, au moyen de groupements familiaux confiés aux veuves de la guerre. » Cette association qui possède plusieurs antennes réparties sur l'ensemble du territoire créée des « colonies », pouponnières et foyer destinées aux enfants concernés dont une section est créée à Étretat et une autre dans le Midi, dans les communes de Nice, Antibes et de Saint-Jean-Cap-Ferrat.
Petit à petit les pouponnières s'inscrivent dans le paysage social français. La pouponnière de Porchefontaine s’installe dans ce quartier de Versailles en 1893, la pouponnière Paul-Manchon, située à Antony est fondée en 1911. L’expérience d’une institution sanitaire et sociale.. Le décret no 45-792 du 21 avril 1945 relatif à la réglementation des pouponnières et des crèches permet de donner un cadre légal au fonctionnement des établissements souvent géré par des associations, des fondations et des « œuvres ».
Le fonctionnement des pouponnières françaises dans les années 1970 interpelle Simone Veil, alors ministre des Affaires sociales, qui met en place un groupe de travail nommé opération pouponnières pour améliorer la prise en charge des jeunes enfants.

### Au Royaume-Uni
En Angleterre, le Foundling Hospital est une des premières institutions d'aide à l'enfance londonienne, fondée en 1739 par le philanthrope Thomas Coram pour recueillir les enfants abandonnés en vue de leur assurer soin, éducation et placement. L'établissement comprenait une pouponnière, les enfants pris en charge, n'y étant que rarement admis après l'âge de douze mois. Ceux-ci restaient cependant dans l'institution jusqu'à leur adolescence.
L'institution, après avoir déménagé dans les années 1920, disparaît en 1951.

### En Allemagne

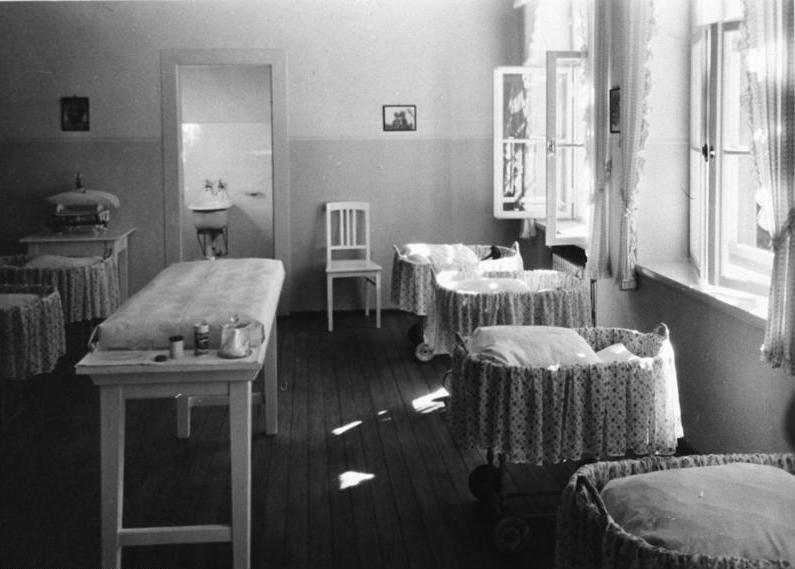
Chambre d'enfants dans une pouponnière du « Lebensborn » en 1936

Depuis les années 1920, c'est le Jugendamt, administration publique, qui est chargée de l’aide sociale, de la protection de la jeunesse et de l’assistance aux familles.
Durant le régime nazi, entre 1935 et 1945, l'association « Lebensborn » aux mains des autorités allemandes, créa de nombreuses pouponnières, tout d'abord en Allemagne, puis dans les différents territoires des différents pays occupés (tel que le château de Wégimont en Belgique). Lié la politique d'eugénisme et de promotion des naissances propre à l'idéologie du régime. Il s'agit d'établissements chargés de prendre en charge des enfants considérés comme aryens dès leurs naissances, afin de créer la future élite du Troisième Reich,.

### En Suisse
Originaire de Bâle, Marie-Rose Zingg — personnalité valaisanne qui désire venir en aide aux jeunes enfants abandonnés — crée la pouponnière valaisanne, lieu destiné à accueillir les enfants orphelins, illégitimes ou nécessiteux en 1931. En 1946, grâce au soutien du Dr Sierro, médecin de la pouponnière, Marie-Rose Zingg est autorisée à ouvrir une petite maternité dans les locaux même de la pouponnière.

## Missions et fonctionnement

### Type d'établissements
En France, les pouponnières sont divisées en deux catégories :
1. Les pouponnières à caractère social qui reçoivent des enfants dont l'état de santé ne nécessite pas de soins médicaux particuliers et qui relèvent de l'article L. 312-1 du code de l'action sociale et des familles ;
2. Les pouponnières à caractère sanitaire qui reçoivent les enfants dont l'état de santé exige des soins que leur famille ne peut leur donner.

Ces établissements sont placés sous l'autorité des services de l'aide sociale à l'enfance (ASE) qui désigne, en France, une politique sociale menée dans le cadre de l'action sociale de gestion départementale, définie par l'article L. 221-1 du code de l'action sociale et des familles. Lorsqu'un mineur ne peut être maintenu dans sa famille, l'aide sociale à l'enfance est chargée de répondre à l'ensemble de ses besoins. Il est alors accueilli soit dans une famille d'accueil agréée soit dans un établissement d'enfants à caractère social telle qu'une pouponnière (pour les enfants de 0 à 3 ans) et les foyers de l'enfance (au-delà de 3 ans).

### Personnels
Les pouponnières, qui accueillent en urgence des enfants séparés de leurs parents (soit pour un accueil temporaire, soit par décision de justice), sont placées sous la responsabilité d'une équipe de direction entourée d'éducatrices ou éducateurs de jeunes enfants (EJE), d'infirmières en puériculture et d'auxiliaires de puériculture ainsi qu'un médecin (généralement un pédiatre) assurant une surveillance médicale préventive et un psychologue.

### Organisation
Les pouponnières sont placées sous l'autorité du président du conseil départemental. 
Afin d'accueillir des enfants placés directement par le juge, les établissements peuvent également être habilités « Justice » par le préfet. Certains établissements (à caractère sanitaire) sont également conventionnés par la sécurité sociale, principalement pour accueillir des jeunes présentant des troubles du comportement.

### Prise en charge
La pédiatre hongroise Judith Falk publie, en 1990, un texte sur le rapport enfant-adulte en pouponnière dont voici un court résumé : 
« Les bébés élevés en pouponnière ont besoin de relation stable intime et chaleureuse avec un nombre restreint d'adultes. La relation puéricultrice-enfant, quoique appelée à remplacer la relation avec la mère, diffère dans ses caractéristiques essentielles de la relation mère-enfant. La reconnaissance de la compétence du bébé et la mise en valeur de son activité autonome transforment le regard de l'adulte sur l'enfant. »
Les pouponnières sont souvent divisées en plusieurs unités, de petits groupes, généralement organisés selon l'âge et l'évolution de chaque enfant. Chaque personnel spécialisé dans la prise en charge doit savoir analyser et observer chaque enfant afin de découvrir les signes de maltraitance éventuelles et les différents troubles de comportement de l'enfant.
D'après une étude effectuée, puis publiée dans un mémoire par une étudiante de l'École nationale de la santé publique (ENSP Rennes), tout travail en pouponnière doit se présenter selon un ensemble d'attitudes successives :
- une réflexion sur l"opportunité de l'admission de l'enfant (conjointement avec les autorités compétentes) ;
- une réflexion sur la préparation de l'admission de l'enfant et l'accueil de sa famille ;
- une recherche de moyens assurant l'évolution de la situation de l'enfant quant à la suite de son accompagnement ;
- une information, dans la mesure des moyens offerts, de l'enfant concerné et de la personne le prenant en charge ;
- un projet de vie individualisé dans le respect de chaque enfant ;
- une prise en compte de l'état et de l'évolution des relations parents-enfants ;
- une préparation au départ de l'enfant et son orientation.

## Cadre légal
En France :
- Code de l'action sociale et des familles : articles L.312-1 (I-1° et 4°), L.313-1 à 9 (autorisation), L.313-10 (habilitation justice), articles D.341-1 à 7 (dispositions spécifiques pour les pouponnières) ;
- Code de l'action sociale et des familles : articles L.221-1 (définition), L.222-5 (mesures), L.228-3 (financement des mesures judiciaires) ;
- Code civil : articles 375-3, 375-5, 377, 380, 411 (mesures).